# Aeropuerto de Williams Lake
El Aeropuerto de Williams Lake (del inglés: Williams Lake Airport) (IATA: YWL, OACI: CYWL) está ubicado a 4,2 MN (7,8 km; 4,8 mi) al noreste de Williams Lake, Columbia Británica, Canadá.

## Aerolíneas y destinos
- Central Mountain Air
  - Vancouver / Aeropuerto Internacional de Vancouver
- Pacific Coastal Airlines
  - Vancouver / Aeropuerto Internacional de Vancouver